# Konstytucja Konga
Konstytucja Republiki Konga – najważniejszy akt prawny (ustawa zasadnicza) Republiki Konga. Uchwalona została 6 listopada 2015 roku po przeprowadzonym 25 października tego samego roku referendum.
Składa się z preambuły i 21 rozdziałów obejmujących 246 artykułów.

## Tło historyczne

### Konstytucja z 2002 roku
Po tym, jak w 1997 roku, po zakończeniu wojny domowej, do władzy doszedł Denis Sassou-Nguesso rozpoczęły się prace nad konstytucją.

#### Referendum konstytucyjne
Nowa konstytucja została zatwierdzona w przeprowadzonym w 2002 roku referendum konstytucyjnym, według informacji rządowych, 84,26% obywateli głosowało „za”.

##### Wyniki referendum
| Wybór          | Ilość oddanych głosów | % głosów |
| -------------- | --------------------- | -------- |
| Za             | 1 113 955             | 87,83%   |
| Przeciw        | 154 375               | 12,17%   |
| Głosy nieważne | 49 908                | –        |
| Razem          | 1 318 238             | –        |

#### Treść konstytucji
Konstytucja z 2002 roku wprowadzała silną funkcję prezydenta, niwelowała urząd premiera, a także osłabiała kompetencje władzy ustawodawczej. Długość kadencji prezydenta została wydłużona do siedmiu lat (z limitem dwóch kadencji) oraz wprowadzała ograniczenie maksymalnego wieku kandydata – 70 lat. Prezydent mógł także powoływać i odwoływać ministrów, natomiast parlament tracił możliwość odwoływania głowy państwa.

#### Kontrowersje wokół konstytucji
Partie przeciwne Sassou Nguesso skrytykowały projekt nowej konstytucji i wezwały ludzi do bojkotu referendum, argumentując, że proponowana konstytucja nada nadmierne uprawnienia urzędowi prezydenta.
Organizacje pozarządowe zajmujące się prawami człowieka potępiły proces głosowania, powołując się na nieprawidłowości w trakcie jego trwania, ponadto do nadzorowania referendum nie zostali zaproszeni międzynarodowi obserwatorzy.

## Prace nad Konstytucją

### Pomysł prac nad nową Konstytucją
Sassou Nguesso został wybrany prezydentem w 2002 oraz w 2009 roku. Pod koniec swojej drugiej kadencji przekroczył granicę wieku 70 lat, co oznaczało, że nie będzie mógł kandydować ponownie. W tym samym czasie rządząca Kongijska Partia Pracy (PCT), z którą związany był Sassou Nguesso, rozpoczęła publiczną dyskusję na temat potrzeby nowelizacji konstytucji z 2002 roku. Opozycja zarzucała partii rządzącej, że nowa konstytucja zostanie wprowadzona tylko po to, by umożliwić prezydentowi możliwość ponownego kandydowania, sam Sassou Nguesso z początku nie dementował, ani nie zaprzeczał tym plotkom.

#### Protesty opozycji
Jeszcze przed ogłoszeniem oficjalnej daty referendum, przeciwnicy nowej konstytucji wezwali do demonstracji w Brazzaville. 27 września dziesiątki tysięcy ludzi maszerowało ulicami kongijskiej stolicy z okrzykami „Nie dla trzeciej kadencji”.

### Proponowane zmiany
Projekt zakładał konstytucję zbudowaną z 246 artykułów. Według projektu, konstytucja pozwalałaby na trzykrotne wybranie tej samej osoby na prezydenta, znosiła górną granicę wiekową 70 lat dla kandydatów, a także skracała długości kadencji prezydenckiej z siedmiu do pięciu lat. Ustanawiała również stanowisko premiera jako szefa rządu (dotychczas to prezydent pełnił jego obowiązki, a urząd premiera nie istniał).
Zmiany te pozwoliłyby prezydentowi Denisowi Sassou Nguesso, którego druga kadencja kończyła się w 2016 roku, ubiegać się o reelekcję.

### Referendum konstytucyjne
Ostatecznie, 5 października 2015 roku, ogłoszono, że referendum w sprawie nowej konstytucji, odbędzie się 25 października.

#### Kampania przed referendum
Okres kampanijny został zarządzony na okres między 9, a 23 października 2015 roku. Kampanię oficjalnie, swoim przemówieniem, otworzył minister spraw wewnętrznych Raymond Mboulou.

#### Protesty w trakcie kampanii
10 października, przez Brazzaville, przeszły protesty opozycji. Ponieważ demonstracja została rozproszona przez policję, protestujący zaatakowali posterunki policji. Według doniesień, w trakcie protestu cztery osoby zostały zastrzelone przez policjantów.
21 października protestujący ustawili barykady i płonące opony. Do akcji tłumienia protestów włączyło się także wojsko. Przeciwnicy referendum zapowiedzieli bojkot głosowania, widząc w nim jedynie sposób na utrzymanie władzy przez Sassou Nguesso.
Paul-Marie Mpouele, lider opozycji, wezwał ludzi do sprzeciwu wobec referendum, ale przy tym do powstrzymania się od przemocy.
Tymczasem, siły bezpieczeństwa otoczyły dom Guya Brice Parfaita Kolélasa, lidera opozycyjnego Kongijskiego Ruchu na Rzecz Demokracji i Rozwoju Integralnego (MCDDI), który brał udział w protestach.

#### Przebieg referendum
Głosowanie odbyło się pokojowo, nie zarejestrowano żadnych doniesień o przemocy. Frekwencja poprawiła się w miarę upływu dnia (chociaż z początku wskazywano na niską frekwencję). Zgłaszane jednak były problemy logistyczne, które miały uniemożliwiać głosowanie.
Pascal Tsaty Mabiala, lider Panafrykańskiego Związku na rzecz Demokracji Społecznej, argumentował 26 października, że z powodu niskiej frekwencji referendum należy unieważnić.

#### Wyniki
Raymond Mboulou, minister spraw wewnętrznych, ogłosił wyniki referendum 27 października. Wynikało z nich, że za przyjęciem nowej konstytucji głosowało 92,96% osób, przy frekwencji wynoszącej 72,44% obywateli. Koalicja opozycyjna nie zgodziła się z wynikiem i zapowiedziała protest oraz nieposłuszeństwo obywatelskie, do czasu wycofania dokumentu.

##### Protest opozycji
30 października, opozycja zorganizowała ceremonię upamiętniającą protestujących zabitych w dniach 20–21 października. Opozycja podała także, że według nich, zabito 17 osób (znacznie więcej niż wskazywały oficjalne dane).
2 listopada opozycja ogłosiła, że rezygnuje ze swoich nieposłuszeństw obywatelskich.
Nowa konstytucja została oficjalnie przyjęta przez prezydenta Sassou Nguesso 6 listopada 2015 roku.

## Treść Konstytucji
Konstytucja Republiki Konga składa się z preambuły i 246 artykułów, które znajdują się w obrębie 21 rozdziałów. W części z nich wydzielono podrozdziały.

### Preambuła
W preambule zwraca się uwagę na to, że Republika Konga jest narodem świeckim, a także że państwo szanuje prawa człowieka. Ponadto, podkreśla się wartości demokratyczne.
W preambule stwierdza się, że integralną częścią Konstytucji są:
- Karta Narodów Zjednoczonych
- Powszechna Deklaracja Praw Człowieka
- Afrykańska Karta Praw Człowieka i Ludów
- Kongijska Karta Jedności Narodowej z 1991 roku oraz Karta Praw i Wolności.

### Rozdziały
Konstytucja Republiki Konga składa się z 21 rozdziałów, w tym z 246 artykułów.
| Rozdział | Treść                                             | Artykuły |
| -------- | ------------------------------------------------- | -------- |
| I        | Państwo i suwerenność                             | 1–7      |
| II       | Podstawowe prawa i wolności                       | 8–56     |
| III      | Partie polityczne i opozycja                      | 57–63    |
| IV       | Władza wykonawcza                                 | 64–106   |
| V        | Władza ustawodawcza                               | 107–137  |
| VI       | Stosunki między władzą wykonawczą, a ustawodawczą | 138–165  |
| VII      | Władza sądownicza                                 | 166–174  |
| VIII     | Sąd Konstytucyjny                                 | 175–188  |
| IX       | Sąd Dyscypliny Budżetowej                         | 189–190  |
| X        | Wysoki Sąd Sprawiedliwości                        | 191–195  |
| XI       | Rada Gospodarcza, Społeczna i Środowiskowa        | 196–199  |
| XII      | Rzecznik Praw Obywatelskich                       | 200–203  |
| XIII     | Siły zbrojne                                      | 204–207  |
| XIV      | Rady Regionalne                                   | 208–211  |
| XV       | Rada Wolności i Komunikacji                       | 212–213  |
| XVI      | Komisja Praw Człowieka                            | 214–216  |
| XVII     | Traktaty i Umowy Międzynarodowe                   | 217–223  |
| XVIII    | Status byłych prezydentów                         | 224–226  |
| XIX      | Rady Konsultacyjne                                | 227–239  |
| XX       | Zmiany w Konstytucji                              | 240–242  |
| XXI      | Postanowienia końcowe                             | 243–246  |